# Антоніо Ді Дженнаро
Антоніо Ді Дженнаро (італ. Antonio Di Gennaro, * 5 жовтня 1958, Флоренція) — колишній італійський футболіст, півзахисник. По завершенні ігрової кар'єри — футбольний тренер, спортивний оглядач на телебаченні.
Як гравець насамперед відомий виступами за клуби «Фіорентина» та «Верона», а також національну збірну Італії.
Чемпіон Італії.

## Клубна кар'єра
Вихованець футбольної школи клубу «Фіорентина». Дорослу футбольну кар'єру розпочав 1976 року в основній команді того ж клубу, в якій провів чотири сезони, взявши участь у 44 матчах чемпіонату.
Протягом 1980—1981 років захищав кольори команди клубу «Перуджа».
Своєю грою за останню команду привернув увагу представників тренерського штабу клубу «Верона», до складу якого приєднався 1981 року. Відіграв за команду з Верони наступні сім сезонів своєї ігрової кар'єри. Більшість часу, проведеного у складі «Верони», був основним гравцем команди. За цей час виборов титул чемпіона Італії.
Протягом 1988—1991 років захищав кольори команди клубу «Барі».
Завершив професійну ігрову кар'єру у нижчоліговому клубі «Барлетта», за команду якого виступав протягом 1991—1992 років.

## Виступи за збірні
1979 року залучався до складу молодіжної та олімпійської збірних команд Італії.
1984 року дебютував в офіційних матчах у складі національної збірної Італії. Протягом кар'єри у національній команді, яка тривала усього 3 роки, провів у формі головної команди країни 15 матчів, забивши 4 голи. У складі збірної був учасником чемпіонату світу 1986 року у Мексиці.

## Кар'єра тренера
2001 року разом з турецьким спеціалістом Фатіхом Терімом нетривалий час очолював тренерський штаб клубу «Мілан».
| Дата       | Місто         | Господарі | Результат | Гості          | Турнір               | Голи | Примітки         |
| ---------- | ------------- | --------- | --------- | -------------- | -------------------- | ---- | ---------------- |
| 03/11/1984 | Лозанна       | Швейцарія | 1 – 1     | Італія         | товариський матч     | -    |                  |
| 08/12/1984 | Пескара       | Італія    | 2 – 0     | Польща         | товариський матч     | 1    |                  |
| 05/02/1985 | Дублін        | Ірландія  | 1 – 2     | Італія         | товариський матч     | -    |                  |
| 13/03/1985 | Афіни         | Греція    | 0 – 0     | Італія         | товариський матч     | -    |                  |
| 03/04/1985 | Асколі-Пічено | Італія    | 2 – 0     | Португалія     | товариський матч     | -    |                  |
| 02/06/1985 | Мехіко        | Мексика   | 1 – 1     | Італія         | товариський матч     | 1    | замінений на 88' |
| 06/06/1985 | Мехіко        | Італія    | 2 – 1     | Англія         | товариський матч     | -    |                  |
| 25/09/1985 | Лечче         | Італія    | 1 – 2     | Норвегія       | товариський матч     | -    |                  |
| 16/11/1985 | Хожув         | Польща    | 1 – 0     | Італія         | товариський матч     | -    |                  |
| 26/03/1986 | Удіне         | Італія    | 2 – 1     | Австрія        | товариський матч     | 1    |                  |
| 11/05/1986 | Неаполь       | Італія    | 2 – 0     | КНР            | товариський матч     | 1    |                  |
| 31/05/1986 | Мехіко        | Італія    | 1 – 1     | Болгарія       | ЧС 1986 - 1-й етап   | -    |                  |
| 05/06/1986 | Пуебла        | Італія    | 1 – 1     | Аргентина      | ЧС 1986 - 1-й етап   | -    |                  |
| 10/06/1986 | Пуебла        | Італія    | 3 – 2     | Південна Корея | ЧС 1986 - 1-й етап   | -    |                  |
| 17/06/1986 | Мехіко        | Франція   | 2 – 0     | Італія         | ЧС 1986 - 1/8 фіналу | -    | вийшов на 46'    |
| Усього     |               | Матчів    | 15        |                | Голів                | 4    |                  |

## Титули і досягнення
- Чемпіон Італії (1):

«Верона»: 1984–85